# 糖磷脂酰肌醇
糖磷脂酰肌醇（英語：Glycosylphosphatidylinositol,pronunciationⓘ)，或 glycophosphatidylinositol，糖基磷脂酰肌醇，缩写 GPI）是一个短链糖脂，可以连接到蛋白质的C端，作为一种轉译后修饰。含有GPI的蛋白质可以锚定在细胞膜上，在各种各样的生物过程中发挥关键作用。
它是通过磷脂酰肌醇基团与糖连接，再通过磷酸乙醇胺（EtNP）桥接到蛋白质C端的氨基酸残基上。两个疏水性磷脂酰脂肪酸长链用于锚定到细胞膜中。

磷脂酰肌醇的结构